# Bandiera della Castiglia-La Mancia
La bandiera della Castiglia-La Mancia è il vessillo rappresentativo della Comunità Autonoma spagnola della Castiglia-La Mancia.
Il simbolo è di recente creazione, la sua adozione fu decisa l'11 gennaio 1980 ad Albacete, scegliendola tra un novero di 7 proposte.
La bandiera è divisa in due parti: a sinistra troviamo il simbolo dell'antico regno di Castiglia, nel quale era compresa l'attuale regione, in cui è rappresentato un castello con tre torri su sfondo color cremisi. A destra c'è un quadrato bianco in ricordo degli Ordini Militari di Calatrava, Santiago e San Giovanni, le cui milizie conquistarono e quindi amministrarono le terre manceghe il cui colore ufficiale era il bianco.
La bandiera è ufficialmente utilizzata dal 20 ottobre 1980.